# Шаталово (Вологодская область)
Шаталово — деревня в Вологодском районе Вологодской области на реке Едка.
Входит в состав Кубенского сельского поселения, с точки зрения административно-территориального деления — в Кубенский сельсовет.
Расстояние по автодороге до районного центра Вологды — 38 км, до центра муниципального образования Кубенского — 8 км. Ближайшие населённые пункты — Пасынково, Белавино, Колбино, Колбино, Ивановское, Баралово, Мидяново.
По переписи 2002 года население — 3 человека.